# 中島恵可
中島恵可（なかじま　けいか）は、イラストレーター。高知県高知市在住。文春文庫など書籍の表紙イラストなどを手掛ける。

## 著作権侵害
『読売新聞』朝刊の連載小説「声をたずねて、君に」（沢木耕太郎著）に掲載された中島の挿絵に、多くの無断盗用や著作権侵害が発覚した。2007年5月28日付朝刊に掲載された挿絵が、月刊総合文芸誌『ダ・ヴィンチ』（メディアファクトリー）2007年2月号に掲載されたJazztronikのアーティスト野崎良太の宣伝用写真と似ており、野崎の所属事務所のポニーキャニオンが読売新聞に指摘した結果、中島が写真を反転コピーして鉛筆でトレースしたことが分かった。読売は、6月2日朝刊に「朝刊連載小説の挿絵の著作権侵害の疑いでお詫び」を掲載した。その後の調査で、同じ連載小説の挿絵で、さらに35点について雑誌の写真を無断盗用した事実が判明した。